# Молодий і невинний
«Молодий і невинний» (англ. Young and Innocent) — англійський детективний трилер режисера Альфреда Гічкока 1937 року. Екранізація роману Джозефіни Тей «Шилінг за свічки» (A Shilling For Candles).

## Сюжет
Роберт Тісдолл стає головним підозрюваним у справі про вбивство акторки. Всі докази складаються не на його користь - дівчина задушена поясом від його плаща. Справу веде поліцейський полковник Бергойн, впевнений у винності Роберта.
Але дочка поліцейського Еріка вважає, що розслідування пішло помилковим шляхом, і у молодих людей зав'язується романтичне почуття.

## У ролях
- Нова Пілбім — Еріка Бергойн
- Деррік де Марні — Роберт Тісдолл
- Персі Мармонт — полковник Бергойн
- Едвард Рігбі — Старий Вілл
- Мері Клер — тітка Еріки
- Джон Лонгден — інспектор Кент
- Джордж Керзон — хлопець
- Безіл Редфорд — дядько Еріки
- Джордж Меррітт — сержант Міллер
- Памела Карме — Крістіна

## Виробництво
Зйомки тривали з кінця березня до початку травня 1937 року. Павільйонні зйомки проводилися на студіях Lime Grove і Pinewood.
Камео Альфреда Гічкока - репортер, який стоїть біля будівлі суду.
В американському прокаті фільм ішов під назвою «Дівчина була молода» (англ. The Girl Was Young).
У рекламному постері фільму було написано «наступних 39 сходинок».

## Критика
Фільм проходить тест Бекдел.